# ERV3
HERV-R_7q21.2 provirus ancestral Env polyprotein là một protein ở người được mã hóa bởi gen ERV3.